# Organo (diritto)
Organo, in diritto, indica una persona giuridica o una  persona fisica o l'insieme di persone fisiche che agisce per essa, compiendo atti giuridici.
(Massimo Severo Giannini, Diritto amministrativo, Milano 1993, I, p. 142)

## Evoluzione storica del concetto
In passato l'imputazione alla persona giuridica dell'attività delle persone fisiche che agiscono per essa era spiegata in termini di rappresentanza: la persona fisica era considerata rappresentante della persona giuridica. Nel caso dello stato, poi, fin quando la sua persona si è identificata con la persona fisica del sovrano, gli atti di questo erano immediatamente atti dello stato e i funzionari dello stato rappresentanti del sovrano. La teoria dell'organo fu elaborata dalla dottrina tedesca nella seconda metà del XIX secolo, in alternativa alla rappresentanza ritenuta inadatta a descrivere l'imputazione allo stato e, in generale, alle persone giuridiche pubbliche dell'attività dei loro funzionari.
Ebbe molta fortuna, anche fuori dai confini tedeschi, e fu estesa, non senza resistenze, anche alle persone giuridiche private e, da una parte della dottrina, persino agli enti privi di personalità giuridica. In un primo tempo il concetto di organo era limitato a cosiddetti organi esterni, quelli che, come si suole dire, hanno la legale rappresentanza della persona giudica, imputando a questa atti giuridici rilevanti nei rapporti tra la medesima e altri soggetti giuridici. In seguito, però, è stato esteso anche ai cosiddetti organi interni che imputano alla persona giuridica atti non rilevanti (almeno in modo diretto) nei rapporti con altri soggetti, quali, ad esempio, gli atti endoprocedimentali.

## Descrizione
Gli atti giuridici compiuti dall'organo sono imputati alla persona giuridica, come fossero stati compiuti dalla stessa, sicché si dice che tra organo e persona giuridica s'instaura una relazione di immedesimazione organica detta anche rapporto organico, termine quest'ultimo ritenuto da molti improprio giacché il rapporto giuridico presuppone una pluralità di soggetti di diritto tra i quali intercorre, mentre in questo caso vi è un solo soggetto, la persona giuridica, del quale l'organo non è altro che una parte.
Quanto detto differenzia l'immedesimazione organica dalla rappresentanza, essendo questa un vero e proprio rapporto giuridico in virtù del quale un soggetto di diritto (il rappresentante) agisce per un altro soggetto (il rappresentato), imputando a questo gli effetti dei propri atti. L'organo, a differenza del rappresentante, non imputa alla persona giuridica soltanto gli effetti degli atti compiuti, ma anche gli atti stessi; ne segue che, per l'ordinamento giuridico, sono atti non dell'organo ma della persona giuridica.
Finora si è sempre parlato di organi costituiti da persone fisiche; in realtà è logicamente concepibile anche una persona giuridica che agisce quale organo di un'altra persona giuridica e, in effetti, in diritto positivo non mancano esempi, seppur rari, di questa soluzione. In tal caso, ovviamente, ad agire per la persona giuridica saranno le persone fisiche organi dell'organo-persona giuridica. Feliciano Benvenuti parla in questo caso di organi impropri, in contrapposizione agli organi propri, costituiti da persone fisiche.

## Organi e uffici
Il concetto di organo si distingue da quello più generale di ufficio, che denota qualsiasi unità elementare nella quale si articola la struttura organizzativa della persona giuridica, a prescindere dal fatto che le sue attività si traducano in atti giuridici.
A ciascun ufficio sono assegnate una o più persone fisiche, gli addetti all'ufficio, fra i quali il titolare dell'ufficio (o funzionario) assume una posizione di preminenza (si dice, infatti, che è preposto all'ufficio) essendo responsabile dell'unità organizzativa e dirigendone il lavoro. Oltre agli uffici che hanno quale titolare una sola persona fisica, e sono detti monocratici, ve ne sono altri, detti collegiali, la cui titolarità è attribuita ad un collegio, costituito da una pluralità di persone fisiche.
Secondo la prevalente ricostruzione dottrinale, organo non è tanto l'ufficio quanto il suo titolare, che unisce, quindi, la qualità di organo a quella di titolare dell'ufficio, il quale ultimo, in quest'ottica, svolge sempre funzioni strumentali rispetto all'organo. Secondo altra dottrina, invece, gli organi della persona giuridica sono suoi uffici, deputati al compimento di atti giuridici imputati all'ente di appartenenza. Nell'uno come nell'altro caso è comunque il titolare dell'ufficio a compiere gli atti giuridici imputati alla persona giuridica.

## Competenza, delega e supplenza
Se la persona giuridica ha un solo organo, questo esercita tutti i poteri e le facoltà spettanti alla persona giuridica. Se, invece, come normalmente accade, gli organi sono più di uno, i poteri e facoltà sono ripartiti tra gli stessi, in relazione alla divisione del lavoro operata nella struttura organizzativa. In questo caso la sfera di poteri e facoltà attribuita a ciascun organo costituisce la sua competenza; gli atti compiuti dall'organo al di fuori di tale sfera sono invalidi e precisamente affetti dal vizio di incompetenza.
L'ordine delle competenze può essere derogato con la delega, l'atto attraverso la quale un organo (delegante) trasferisce ad un altro organo (delegato) l'esercizio di poteri e facoltà rientranti nella sua sfera di competenza. Poiché deroga l'ordine delle competenze, il potere di delega deve essere conferito da una norma avente forza non inferiore a quella che ha attribuito le competenze derogate. Così, nell'ordinamento amministrativo italiano, dove l'attribuzione delle competenze è materia soggetta a riserva di legge relativa, ai sensi dell'art. 97 della Costituzione, il potere di delega deve parimenti essere previsto da una legge o altra fonte del diritto avente forza di legge.
La delega si distingue dalla rappresentanza, di cui si è detto sopra, perché quest'ultima dà luogo ad un rapporto giuridico intercorrente tra distinti soggetti giuridici (il rappresentante e il rappresentato), laddove la delega intercorre tra due organi (il delegante e il delegato) dello stesso soggetto.
La delega si distingue inoltre dalla supplenza, che si ha quando un organo (supplente) esercita le competenze spettanti ad altro organo, a seguito dell'impossibilità di quest'ultimo di funzionare, per assenza o impedimento del suo titolare. Anche la supplenza deve essere prevista da una norma avente forza non inferiore a quella che ha conferito la competenza. Di solito le norme che prevedono la supplenza prestabiliscono in via generale l'organo (detto vicario) destinato a funzionare quale supplente di un altro.